# Steeplechase (Rennen)

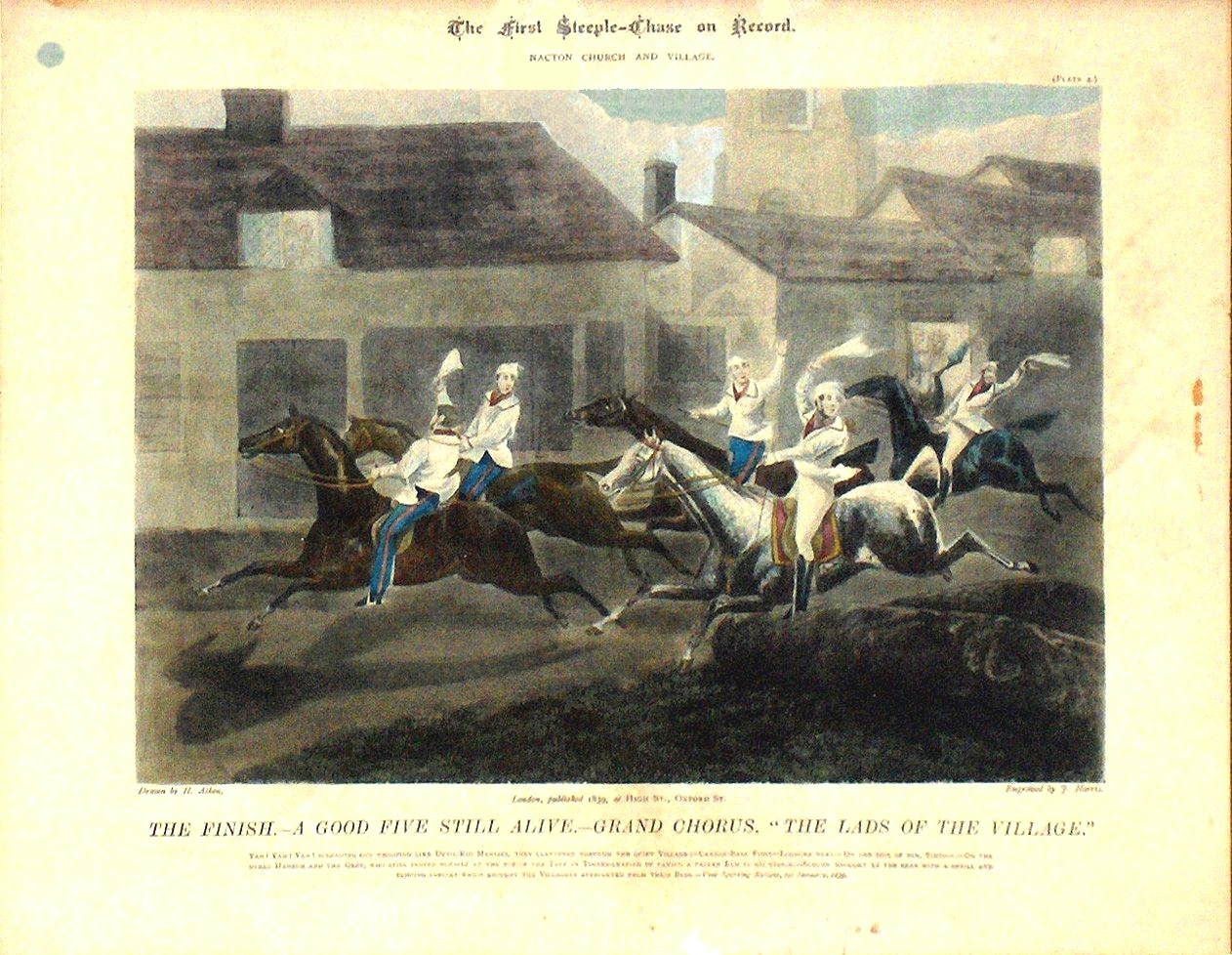
„Die Jungs aus dem Dorf“ – ein Steeplechase-Rennen 1830

Steeplechase (etwa: Kirchturmjagd) ist eine im Vereinigten Königreich, Tschechien, den USA, Frankreich und Irland verbreitete Art des Pferderennens. Bei einer Steeplechase müssen, ähnlich dem Geländeritt, die verschiedensten, oft natürlichen Hindernisse wie Zäune, Gräben und andere übersprungen werden.
Der Name leitet sich von frühen Formen des Rennens ab, bei denen sich die Reiter an markanten Ortspunkten, den „steeples“ (Kirchtürmen) orientierten. Die Bezeichnung wird in England heutzutage allgemein für Distanzhindernisrennen verwendet. Die offizielle englische Bezeichnung ist „National Hunt Racing“. Das bekannteste ist das „Grand National“ Rennen auf dem Aintree Racecourse in Liverpool, welches bereits seit 1837 durchgeführt wird.
Seit 1874 findet in Pardubice in Tschechien jährlich (meist Mitte Oktober) das wegen seiner zahlreichen Stürze berüchtigte Pferderennen Velká Pardubická (Pardubitzer Steeplechase) statt, das härteste Galopprennen auf dem europäischen Kontinent.
Steeplechases wie das Grand National und Pardubice sind wegen der hohen Verletzungsraten unter Pferdefreunden umstritten und gehen regelmäßig mit Protest von Tierschützern einher. Von 1997 bis 2003 starben bei diesen Rennen fast 30 Pferde. Trotz mittlerweile verringerter Teilnehmerzahl, Notausgängen für reiterlose Pferde und entschärfter Hindernisse mussten auch 2003 noch zwei Pferde aufgrund schwerer Stürze eingeschläfert werden. Trotz oft spektakulärer Stürze von Ross und Reitern sollte allerdings nicht vergessen werden, dass viele Pferde mehrmals in diesen Rennen an den Start kommen. Red Rum, der dreimalige Gewinner der Grand National von Liverpool, hat außerdem zweimal den zweiten Platz im National belegt und ist nie gefallen. Bis zu seinem natürlichen Tode im hohen Alter führte er als lebende Legende die Parade der teilnehmenden Konkurrenten der Grand National an.

## Geschichte
Die ersten Steeplechase-Rennen fanden im Irland des 18. Jahrhunderts statt und führten von Kirchturm zu Kirchturm. Eines der ersten dokumentierten Steeplechases fand auf Grund einer Wette im Jahr 1752 im irischen County Cork statt. Dabei traten nur zwei Reiter gegeneinander an, Cornelius O’Callaghan und Edmund Blake. Das Rennen ging über eine viereinhalb Meilen lange Strecke zwischen der St. John’s Church in Buttevant und der St. Leger Church in Doneraile. Der Name des Siegers ist nicht überliefert.
Die ersten Steeplechase-Rennen wurden meistens querfeldein ausgetragen, ähnlich den heute im Vereinigten Königreich ausgetragenen Rennen. 1810 wurde das erste Steeplechase auf einer Rennbahn, die mit Hindernissen präpariert war, ausgetragen.

## Trivia

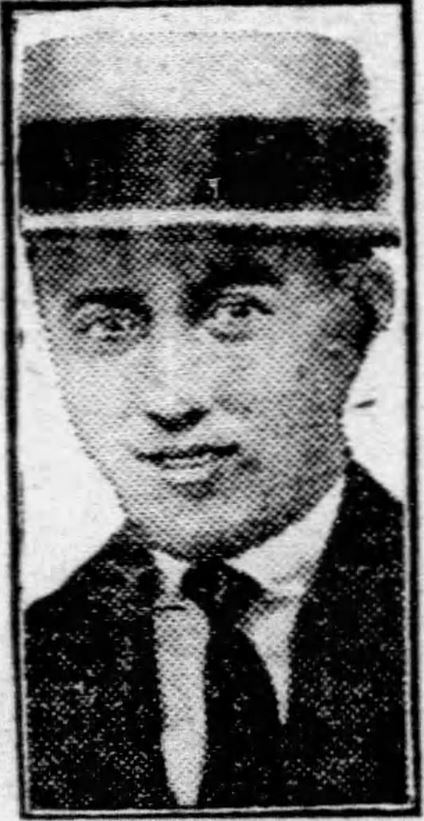
Fotografie von Frank Hayes in der New York Daily News am 7. Juni 1923

Frank Hayes (1901–1923) erlangte Bekanntheit, da er ein Steeplechase gewann, obwohl er während des Rennens gestorben war.